# Saphir de Humboldt
Chrysuronia humboldtii
Espèce
Statut de conservation UICN

 LC  : Préoccupation mineure
Statut CITES
Le Saphir de Humboldt (Chrysuronia humboldtii) est une espèce de colibris de la sous-famille des Trochilinae.

## Distribution
Le Saphir de Humboldt habite les mangroves le long de la côte Pacifique de la Colombie, de l'Équateur et du Panama.

Carte de répartition.

## Référence
(en) « Neotropical Birds Online », Cornell Lab of Ornithology, 2 juillet 2011